# ヘンリー・シン (1832-1904)
ヘンリー・フレデリック・シン卿（英語: Lord Henry Frederick Thynne,PC DL、1832年8月2日 - 1904年1月28日）は、イギリスの政治家。保守党所属。バース侯爵家出身で、妻の実家サマセット公爵家の相続問題に介入して、その遺産を奪った。

## 生涯
第3代バース侯爵ヘンリー・シンとハリエット・ベアリング(Harriet Baring、1804年5月3日 - 1892年1月2日、初代アシュバートン男爵の次女)との次男として生まれた。第4代バース侯爵は実兄にあたる。1858年にサマセット公爵家令嬢アルリカ・シーモアと結婚した。
1859年に南ウィルトシャー選挙区選出の庶民院議員として初当選、以降は1885年までその議席を占めた。また、1875年から1880年にかけて第2次ディズレーリ内閣下の王室会計長官を務めた。1876年には枢密顧問官に任命されている。これ以降は政界から離れて、ウィルトシャー副統監などの閑職に就いている。
1904年に71歳で死去した。

### サマセット公家相続問題への介入
当時のサマセット公爵家当主第12代サマセット公爵エドワード・シーモアは男子を2人もうけたが、すでに両名とも死去していた。このうち長男エドワードには2人の幼い男子(ハロルドとルース)がいたが、キリスト教に拠らない挙式の末もうけた庶子であった。そこで公爵は爵位こそ継がせることはできないが、莫大な資産のうち公爵家絵画コレクション全てを兄弟に相続させることを一族に周知していた。
その公爵が1885年に没すると、折しも議員を引退したシンは妻アルリカとともに相続問題に介入、幼い兄弟に分与された絵画やめぼしい財産を後見人の立場を利用してことごとく売り払った。シンはこの際に兄弟の父エドワードの結婚証明書も処分しており、成人した兄弟がその出生を証明する術も失われてしまった。そのため、第15代サマセット公爵死去に伴って再び継承問題が生じたときも、兄弟は継承権の立証に失敗している。

## 家族
1858年6月1日にアルリカ・フレデリック・ジェーン・シーモア(Ulrica Frederica Jane Seymour、第12代サマセット公爵の次女)と結婚して、四男二女をもうけた。
- トマス・ウルリック・シン（1861年生 - 没年未詳）海軍軍人。1898年にドロシー・メアリー・ウォーナーと結婚した[6]。
- ジョン・アレクサンダー・ロジャー・シン（1864年生 - 没年未詳）
- ウルリック・オリヴァー・シン（英語版）（1871年7月6日 - 1957年9月30日）陸軍軍人。1899年にマージョリー・ウォーモルドと結婚、子あり。
- オリヴァー・サンモール・シン（1901年生 - 没年未詳）
- アリス・レイチェル・シン（生年未詳 - 1938年没）
- アリス・ルース・ハーマイオニー・シン（生年未詳 - 1948年没）